# 용신왕후
용신왕후 한씨(容信王后 韓氏, ? ~ 1036년 8월 18일(음력 7월 24일))는 고려 제10대 왕인 정종(靖宗)의 제1비이다.

## 생애
본관은 단주(湍州)로, 훗날 문하시중에 추증된 한조(韓祚)의 딸이다. 당시 왕실에서 성행하던 근친혼이 아닌 왕족과 귀족 가문의 혼인이다. 그녀는 정종이 평양공이던 시절에 시집와 비(妃)에 책봉되었으며, 이후 남편이 왕위에 오르자 그 호를 연흥궁주(延興宮主)라고 하였다. 정종의 제2비인 용의왕후(容懿王后)는 그녀와 친자매간이다.
1035년(정종 원년)에 아들 왕형을 낳아 혜비(惠妃)에 책봉되었으며, 이후 정신왕비(定信王妃)에 책봉되었다. 그러나 다음해인 1036년(정종 2년) 7월에 사망하여 그 시호를 용신왕후(容信王后)라고 하였고, 이후 여러 차례에 걸쳐 시호가 가상되어 정의명달희목용신왕후(定懿明達禧穆容信王后)가 되었다.
《고려사》〈열전 후비전〉에는 그녀가 남편 정종과의 사이에서 아들 왕형을 낳았다고 기록하고 있으나, 〈열전 종실전〉편에는 아들 왕형에 대한 기록이 아예 누락되어 있어 자세한 것은 알 수 없다. 그녀의 능은 현릉(玄陵)이다.

## 가족 관계
- 아버지 : 지서경유수사 증 문하시중 한조(知西京留守事 贈 門下侍中 韓祚, 생몰년 미상)
  - 형제 : 상서 형부시랑 한규(尙書 刑部侍郞 韓圭)
  - 여동생 : 정종 제2비 용의왕후 한씨(容懿王后 韓氏, 생몰년 미상)
- 남편 : 제10대 정종 용혜대왕(靖宗 容惠大王, 1018~1046 재위: 1034~1046)
  - 장남 : 왕형(王詗, 1035~?)

## 참고 자료
- 《고려사》〈열전〉